# Brandon Presley
Brandon Everitt Presley (Amory, 21 de julio de 1977) es un político estadounidense que se desempeña como miembro de la Comisión de Servicios Públicos de Misisipi del Distrito Norte desde 2008. Presley, miembro del Partido Demócrata, se desempeñó anteriormente como alcalde de Nettleton, Misisipi, de 2001 a 2007.
Presley ha sido descrito como un político moderado, populista que mantiene posturas conservadoras en temas como el control de armas, los impuestos y el aborto. Fue el candidato demócrata a gobernador de Misisipi en las elecciones de 2023, perdiendo ante el actual republicano Tate Reeves, aunque tuvo el mejor desempeño para un candidato demócrata a gobernador desde 1999.
Presley es primo segundo del cantante Elvis Presley.